# Ca N'Amat
Ca n'Amat es la sede de un equipamiento museístico de titularidad municipal de Viladecans (Bajo Llobregat), integrado en la Red de Museos Locales de la Diputación de Barcelona. El edificio es un ejemplo de casa de familia rural acomodada típica del siglo XIX —en un edificio de finales del siglo XVIII reformado a mediados y finales del XIX—con elementos ligados a la vida agrícola, actividad básica de Viladecans en el siglo XIX y gran parte del siglo XX. Así, los aposentos y dormitorios de los propietarios con muebles isabelinos y modernistas conviven con la cocina rústica y los silos del interior de la casa y los lagares del patio.
Periódicamente el Ayuntamiento organiza una serie de actividades lúdicas y culturales para dar a conocer la historia y el patrimonio de la ciudad, como visitas guiadas al edificio, exposiciones temporales y conferencias.